# Carlos Duarte Moreno
Carlos Duarte Moreno (Mérida; 15 de septiembre de 1900 - Ciudad de México; 22 de abril de 1969) fue un escritor, poeta, dramaturgo, compositor y político mexicano. Hijo de Delio Moreno Cantón aunque llevó como primer apellido el de su madre, Virginia Duarte.

## Periodista
Realizó sus primeros estudios en su ciudad natal, inició a estudiar la carrera de medicina pero no la concluyó. A partir de 1915 comenzó a colaborar como articulista para la revista Género Chico la cual llegó a dirigir. Paralelamente empezó su trabajo como compositor de canciones. Aunque radicó la mayor parte de su vida en Mérida, cambió su residencia en varias ocasiones, vivió en  La Habana en 1931 a 1934 y en la Ciudad de México de 1940 a 1942 y de 1965 a 1969.
Colaboró para el periódico Diario del Sureste con la columna "Caminando por las Calles", en la cual describió la realidad social y económica de la ciudad de Mérida. Durante el gobierno de Agustín Franco Aguilar dirigió el periódico agrarista Lorito Real, utilizando un estilo humorístico e irónico criticó los asuntos políticos del estado de Yucatán. Durante su estancia en Cuba colaboró para los periódicos Información y El País, y para las revistas Bohemia, Filmópolis, Orbe y Parisina. En Yucatán, fue fundador de los semanarios La discusión, Gladios, El pueblo e Ilustración Social; fue fundador de la Liga de Periodistas del Sureste. En la Ciudad de México colaboró con los periódicos Hoy, Excélsior, Últimas Noticias y El Nacional; también  fundó la Peña Literaria del Club de Periodistas y fue miembro del Ateneo de Ciencias y Artes de México.  
Además de contar con la amistad y apoyo de Agustín Franco Aguilar, fue amigo del poeta Clemente López Trujillo, del escultor Enrique Gottdiener, del historiador Jaime Oroza Díaz y de la escritora Nidia Esther Rosado.

## Escritor y poeta
Durante su estancia en Cuba escribió la novela Levadura la cual publicó a su regreso a Mérida en 1934. Escribió Pencas, pero esta novela aún permanece inédita junto con las comedias La jaula, Como el alma de los cántaros y varias obras más. Entre su obra poética se encuentran Canto a míster Sam, Tres poemas jóvenes, La rosa poética y Evocación de Carlos Duarte Moreno. 
Como dramaturgo escribió las obras teatrales Cuando las nubes pasan, El hundimiento de la esperanza, El tonto y la infamia y Xocbichuy. Su poemas "Romance de la Adelita", "Diadema de Valladolid la Sultana" y "Sangre y voz" fueron premiados durante los Juegos Florales organizados por el periódico El Universal en 1938, 1943 y 1945 respectivamente.

## Compositor
Escribió la letra de varias canciones de música vernácula, las cuales fueron musicalizadas por Pepe Domínguez, Rubén Darío Herrera, Candelario Lezama y Manuel López Barbeito. Entre sus canciones se encuentran "Desolación", "Daga", "Espera", "Devoción", "Flor de azahar", "Hoja de malva", "Lazo de seda", "Mi canción", "Pañuelito", "Gracias", "Tengo un amorcito lindo", "Yo sé de unos ojos", "Si te vas de mi vida", "Poquito a poco",  destacando especialmente "Granito de sal" y "Aires del Mayab", las cuales han sido grabadas en repetidas ocasiones.

## Actividad política
Participó en la política de su estado, fue diputado local en dos ocasiones, una de ellas en 1929 por el Partido Socialista del Sureste, durante el gobierno de Felipe Carrillo Puerto con quien simpatizaba. Fue encarcelado en la Penitenciaria Juárez de Mérida a consecuencia de sus ideales políticos en contra del machadato expresados en la Revista Bohemia.  
Duarte Moreno fue un activista social, durante la Revolución mexicana simpatizó con los cambios del general Salvador Alvarado. Años más tarde, en un acto público, hizo una recepción al nicaragüense Augusto César Sandino. Debido a su oposición en contra de la política del estado de Yucatán decidió autoexiliarse, de esta manera vivió los últimos años de su vida en la Ciudad de México, en donde dirigió el Boletín de la Sociedad de Autores y Compositores de Música. Murió el 22 de abril de 1969.